# Nicholas Delatovic
Nicholas Andrew Delatovic (ur. 1982) – australijski zapaśnik walczący w stylu wolnym. Srebrny medalista mistrzostw Oceanii w 2019 roku.